# Donald Pettit
Donald Roy „Don“ Pettit (* 20. April 1955 in Silverton, Oregon, USA) ist ein amerikanischer Astronaut.

## Leben
Pettit stammt von der Westküste der Vereinigten Staaten. Geboren und aufgewachsen ist er in Silverton, einer Kleinstadt, die rund 30 Kilometer östlich der Hauptstadt des Bundesstaates Oregon, Salem liegt. Nachdem er 1973 die Silverton Union High School beendet hatte, studierte er Chemotechnik am College of Engineering der Oregon State University in Corvallis und erreichte 1978 einen Abschluss als Bachelor of Science. Danach schrieb er sich an der University of Arizona in Tucson ein. Diese verlieh ihm 1983 nach erfolgreicher Promotion in chemischer Verfahrenstechnik den Doktorgrad PhD.
Nach der Promotion erhielt Pettit eine Anstellung als Wissenschaftler am Los Alamos National Laboratory (LANL) in Los Alamos (New Mexico). Das LANL ist dem US-Energieministerium unterstellt und wurde bis zum Jahre 2005 von der University of California betrieben. Dort führte Pettit Grundlagenforschung durch. Auf Parabelflügen untersuchte er beispielsweise im Auftrag der NASA Flüssigkeitsverschiebungen unter verminderter Schwerkraft oder materialwissenschaftliche Aufgabenstellungen. Er sammelte Gasproben aktiver Vulkane, studierte sogenannte nachtleuchtende Wolken und arbeitete an Sprengladungen für Waffen. Ab 1990 war er an den Vorarbeiten für die neue Zielsetzung der NASA beteiligt, als er mit der Synthesis Group des LANL die Techniken zusammenstellte, die für die Rückkehr zum Mond und die Erforschung des Mars erforderlich sind. Drei Jahre später gehörte er dem Team an, das an einer Umgestaltung der geplanten US-Raumstation Freedom arbeitete.

## Astronautentätigkeit

### Bewerbung und Vorbereitung
Pettit sagt, das Wort Entdecker würde ihn am besten beschreiben. Seit er sich erinnern könne, sei er vom Weltraum fasziniert. Zunächst wollte er sich wirklich nur mit chemischen Themen beschäftigen, als er sein Studium begann. Das änderte sich mit seinen Vorbereitungen für seine Promotion in Arizona. Zu diesem Zeitpunkt reichte er seine erste Bewerbung bei der US-Raumfahrtbehörde ein. Im März 1984 wurde er für die zehnte Astronautengruppe nach Houston zum Johnson Space Center (JSC) eingeladen, um Bewerbungsgespräche zu führen und medizinisch untersucht zu werden. Auch im April 1987 (12. Gruppe) und im Juli 1994 (15. Gruppe) gehörte er zu den finalen Kandidaten, wurde jedoch nicht ausgewählt.
Pettit wurde schließlich mit der 16. Astronautengruppe der NASA im Mai 1996 der Öffentlichkeit vorgestellt, die mit einer Stärke von 35 Kandidaten die größte Gruppe seit 1978 bildete. Er zählte zu den insgesamt 2432 Anwärtern, die den formalen Auswahlkriterien entsprachen. Daraus gingen 123 Finalisten hervor, die sich zwischen Oktober 1995 und Februar 1996 im JSC zu den obligatorischen Tests einfanden.
Mitte August 1996 begann die 16. Gruppe ihre zweijährige Grundausbildung im JSC. Danach war Pettit ein vollwertiger Missionsspezialist und betreute die Computerabteilung des Astronautenbüros bis zu seiner ersten Flugernennung. Übrigens wurde Pettits Stelle als Mitarbeiter des wissenschaftlichen Stabes beim LANL nicht neu besetzt oder ist vakant. Offiziell ist er nur für unbestimmte Zeit beurlaubt und gehört weiterhin zum EPE-Team (Energy and Process Engineering) von Los Alamos.

### ISS-Expedition 6
Seinen ersten Einsatz als Astronaut erhielt Pettit im März 2001, als er zum Ersatzmann für seinen Kollegen Donald Thomas benannt wurde. Dieser war als Bordingenieur der sechsten ISS-Langzeitmannschaft vorgesehen, wurde aber aus medizinischen Gründen vier Monate vor dem Start aus der Crew genommen. Pettit nahm seinen Platz ein und startete am 24. November 2002 mit STS-113 zur ISS. Zusammen mit seinem Kommandanten Ken Bowersox – Bowersox und Pettit sind nicht nur Arbeitskollegen, sondern wohnen in Houston Haus an Haus – und dem russischen Bordingenieur Nikolai Budarin lebte und arbeitete Pettit bis Anfang Mai 2003 an Bord der Raumstation. Als Wissenschaftsoffizier war er hauptverantwortlich für die verschiedenen Experimente. Außerdem bediente er den ISS-Roboterarm. Obwohl nicht vorgesehen, bekam er Gelegenheit, die ISS zu verlassen. An Stelle von Budarin verließ Pettit mit Bowersox im Januar und April 2003 für zwei Ausstiege die Station. Eigentlich sollte die Crew von STS-114 im März 2003 wieder abgeholt werden. Als im Februar die Raumfähre Columbia verunglückte und daraufhin alle weiteren Shuttle-Flüge ausgesetzt wurden, hat man die weitere Planung geändert. Am 4. Mai 2003 kehrte die dreiköpfige Besatzung mit Sojus TMA-1 zur Erde zurück.

### STS-126
Pettit erhielt im November 2007 die Zusage für seinen zweiten Flug. Er rückte für Joan Higginbotham als Missionsspezialist von STS-126 nach, weil diese die NASA verließ. Der Start von STS-126 erfolgte am 15. November 2008. Während der Mission erfand Pettit eine Kaffeetasse, die durch ihre spezielle Form ein Trinken in der Schwerelosigkeit ohne Strohhalm ermöglicht (englisch zero-g coffee cup, von zero-g für Schwerelosigkeit).

### ISS-Expeditionen 30/31
Im Oktober 2009 wurde Pettit für einen Langzeitaufenthalt an Bord der ISS nominiert. Er arbeitete als Bordingenieur der Expeditionen 30 und 31 von Dezember 2011 bis Anfang Juli 2012 an Bord der ISS.

### ISS-Expeditionen 71/72
Im März 2024 wurde Pettit für seinen vierten Raumflug nominiert. Am 11. September 2024 startete er zusammen mit Alexei Owtschinin und Iwan Wagner im Raumschiff Sojus MS-26 zur ISS und hielt sich dort mehr als sieben Monate als Mitglied der Expeditionen 71 und 72 auf. Am 20. April 2025 kehrte er als ältester aktiver Astronaut an seinem 70. Geburtstag mit seinen Kameraden mit dem Raumschiff Sojus MS-26 zurück zur Erde.

## Auszeichnungen und Ehrungen
2004 wurde der Asteroid (78578) Donpettit nach ihm benannt.

## Privates
Pettit ist verheiratet und hat zwei Kinder.